# ماریا خارنکووا
ماریا خارنکووا (به انگلیسی: Maria Kharenkova) ژیمناست زادهٔ ۲۹ اکتبر ۱۹۹۸ میلادی اهل کشور روسیه است.